# WWE Rebellion
Rebellion – zakończony cykl corocznych gal profesjonalnego wrestlingu produkowanych w latach 1999-2002 przez World Wrestling Entertainment (WWE) i nadawanych na żywo w systemie pay-per-view ekskluzywnie w Wielkiej Brytanii. W 2002 cykl stał się ekskluzywny dla zawodników brandu SmackDown!. W 2003 usunięto cykl Rebellion i zrezygnowano z organizowania gal PPV w Wielkiej Brytanii. The Rock pojawił się we wszystkich walkach wieczoru z wyjątkiem edycji z 2002.

## Lista gal
|  | Gala brandu SmackDown |

| Gala                                  | Lokalizacja        | Arena                 | Walka wieczoru                                                                                |
| ------------------------------------- | ------------------ | --------------------- | --------------------------------------------------------------------------------------------- |
| Rebellion (1999) 2 października 1999  | Birmingham, Anglia | National Indoor Arena | Triple H (c) vs. The Rock Steel Cage match o WWF Championship                                 |
| Rebellion (2000) 2 grudnia 2000       | Sheffield, Anglia  | Sheffield Arena       | Kurt Angle (c) vs. Rikishi vs. Steve Austin vs. The Rock Fatal 4-Way match o WWF Championship |
| Rebellion (2001) 3 listopada 2001     | Manchester, Anglia | Manchester Arena      | Steve Austin (c) vs. The Rock Singles match o WWF Championship                                |
| Rebellion (2002) 26 października 2002 | Manchester, Anglia | Manchester Arena      | Brock Lesnar (c) i Paul Heyman vs. Edge 2-on-1 handicap match o WWE Championship              |

## Rezultaty

### 1999
Rebellion (1999) – gala wrestlingu wyprodukowana przez World Wrestling Federation (WWF). Odbyła się 2 października 1999 w National Indoor Arenie w Birmingham w Anglii. Emisja była przeprowadzana na żywo wyłącznie w Wielkiej Brytanii w systemie pay-per-view. Była to pierwsza gala w chronologii cyklu Rebellion.
| Nr                                                                                    | Wyniki                                                                                                   | Stypulacje                                        | Czas  |
| ------------------------------------------------------------------------------------- | --- | ------------------------------------------------- | ----- |
| 1D                                                                                    | Christian pokonał Crasha Holly’ego                                                                       | Singles match                                     | 4:39  |
| 2                                                                                     | Jeff Jarrett (c) (z Miss Kitty) pokonał D’Lo Browna                                                      | Singles match o WWF Intercontinental Championship | 6:00  |
| 3                                                                                     | The Godfather pokonał Gangrela                                                                           | Singles match                                     | 4:04  |
| 4                                                                                     | Val Venis pokonał Marka Henry’ego                                                                        | Singles match                                     | 3:01  |
| 5                                                                                     | Ivory (c) pokonała Lunę Vachon, Tori i Jacqueline                                                        | Four Corners match o WWF Women’s Championship     | 3:16  |
| 6                                                                                     | Chris Jericho (z Mr. Hughesem) pokonał Road Dogga                                                        | Singles match                                     | 10:29 |
| 7                                                                                     | Chyna pokonała Jeffa Jarretta (z Miss Kitty) przez dyskwalifikację                                       | Singles match                                     | 2:22  |
| 8                                                                                     | Kane pokonał Big Showa                                                                                   | No Disqualification match                         | 7:54  |
| 9                                                                                     | The British Bulldog pokonał X-Paca                                                                       | Singles match                                     | 5:10  |
| 10                                                                                    | Edge i Christian pokonali The Acolytes (Faarooqa i Bradshawa) oraz Hardcore Holly’ego i Crasha Holly’ego | Triangle match                                    | 9:03  |
| 11                                                                                    | Triple H (c) pokonał The Rocka                                                                           | Steel Cage match o WWF Championship               | 22:56 |
| (c) – mistrz/mistrzyni przed walkąD – walka była dark matchem (nietransmitowana w TV) | |                                                   |       |

### 2000
Rebellion (2000) – gala wrestlingu wyprodukowana przez World Wrestling Federation (WWF). Odbyła się 2 grudnia 2000 w Sheffield Arenie w Sheffield, Anglii. Emisja była przeprowadzana na żywo wyłącznie w Wielkiej Brytanii w systemie pay-per-view. Była to druga gala w chronologii cyklu Rebellion.
| Nr                                 | Wyniki | Stypulacje                                 | Czas  |
| ---------------------------------- | --- | ------------------------------------------ | ----- |
| 1                                  | The Dudley Boyz (Bubba Ray Dudley i D-Von Dudley) pokonali Edge’a i Christiana oraz T & A (Testa i Alberta) (z Trish Stratus) | Elimination Tables match                   | 9:55  |
| 2                                  | Ivory (c) (ze Stevenem Richardsem) pokonała Litę                                                                              | Singles match o WWF Women’s Championship   | 2:55  |
| 3                                  | Steve Blackman (c) pokonał Perry’ego Saturna                                                                                  | Singles match o WWF Hardcore Championship  | 6:03  |
| 4                                  | Crash Holly (z Molly Holly) pokonał Williama Regala (c)                                                                       | Singles match o WWF European Championship  | 5:10  |
| 5                                  | Chyna i Billy Gunn pokonali Deana Malenko i Eddiego Guerrero                                                                  | Tag team match                             | 12:15 |
| 6                                  | Kane pokonał Chrisa Jericho                                                                                                   | Singles match                              | 8:04  |
| 7                                  | Bull Buchanan i The Goodfather (c) pokonali The Hardy Boyz (Matta i Jeffa Hardy’ego)                                          | Tag team match o WWF Tag Team Championship | 8:05  |
| 8                                  | Kurt Angle (c) pokonał Rikishiego, Stone Cold Steve’a Austina i The Rocka                                                     | Fatal 4-way match o WWF Championship       | 8:50  |
| (c) – mistrz/mistrzyni przed walką | |                                            |       |

### 2001
Rebellion (2001) – gala wrestlingu wyprodukowana przez World Wrestling Federation (WWF). Odbyła się 3 listopada 2001 w Manchester Arenie w Manchesterze w Anglii. Emisja była przeprowadzana na żywo wyłącznie w Wielkiej Brytanii w systemie pay-per-view. Była to trzecia gala w chronologii cyklu Rebellion.
| Nr                                                                                    | Wyniki | Stypulacje                                            | Czas  |
| ------------------------------------------------------------------------------------- | --- | ----------------------------------------------------- | ----- |
| 1D                                                                                    | Billy Gunn i Chuck (WWF) pokonali Lance’a Storma i Justina Credible (ECW)                                                                                     | Tag team match                                        | 5:00  |
| 2                                                                                     | Edge (c) (WWF) pokonał Christiana (WCW) | Steel cage match o WWF Intercontinental Championship  | 20:49 |
| 3                                                                                     | Scotty 2 Hotty (WWF) pokonał The Hurricane’a (WCW) | Singles match                                         | 8:55  |
| 4                                                                                     | Big Show (WWF) pokonał Diamond Dallas Page'a (WCW) | Singles match                                         | 3:15  |
| 5                                                                                     | The Dudley Boyz (Bubba Ray Dudley i D-Von Dudley) (c) (ECW) pokonali The APA (Faarooqa i Bradshawa) (WWF) oraz The Hardy Boyz (Matta i Jeffa Hardy’ego) (WWF) | Triple Threat match o WCW World Tag Team Championship | 12:01 |
| 6                                                                                     | William Regal (WCW) pokonał Tajiriego (WWF) | Singles match                                         | 5:55  |
| 7                                                                                     | Chris Jericho (WWF) (c) pokonał Kurta Angle (WCW) | Singles match o WCW Championship                      | 14:55 |
| 8                                                                                     | Torrie Wilson i Lita (WWF) pokonały Stacy Keibler i Mighty Molly (WCW)                                                                                        | Tag team match z sędziną specjalną Trish Stratus      | 4:16  |
| 9                                                                                     | Stone Cold Steve Austin (c) (WCW) pokonał The Rocka (WWF) | Singles match o WWF Championship                      | 22:09 |
| (c) – mistrz/mistrzyni przed walkąD – walka była dark matchem (nietransmitowana w TV) | |                                                       |       |

### 2002
Rebellion (2002) – gala wrestlingu wyprodukowana przez federację World Wrestling Entertainment (WWE) dla zawodników z brandu SmackDown!. Odbyła się 26 października w Manchester Arenie w Manchesterze w Anglii. Emisja była przeprowadzana na żywo wyłącznie w Wielkiej Brytanii w systemie pay-per-view. Była to czwarta i ostatnia gala w chronologii cyklu Rebellion.
| Nr                                                                                    | Wyniki                                                                          | Stypulacje                                                       | Czas  |
| ------------------------------------------------------------------------------------- | ------------------------------------------------------------------------------- | ---------------------------------------------------------------- | ----- |
| 1D                                                                                    | Bill DeMott pokonał Shannona Moore’a                                            | Singles match                                                    | 8:26  |
| 2                                                                                     | Booker T pokonał Matta Hardy’ego                                                | Singles match                                                    | 12:01 |
| 3                                                                                     | Billy Kidman i Torrie Wilson pokonali Johna Cenę i Dawn Marie                   | Mixed tag team match                                             | 5:24  |
| 4                                                                                     | Funaki pokonał Crasha Holly’ego                                                 | Singles match                                                    | 5:37  |
| 5                                                                                     | Jamie Noble (c) (z Nidią) pokonał Reya Mysterio i Tajiriego                     | Triple Threat Elimination match o WWE Cruiserweight Championship | 12:47 |
| 6                                                                                     | Reverend D-Von i Ron Simmons pokonali Val Venisa i Chucka Palumbo               | Tag team match                                                   | 4:09  |
| 7                                                                                     | Rikishi pokonał Alberta                                                         | Singles match                                                    | 7:17  |
| 8                                                                                     | Kurt Angle i Chris Benoit (c) pokonali Los Guerreros (Eddiego i Chavo Guerrero) | Tag team match o WWE Tag Team Championship                       | 16:36 |
| 9                                                                                     | Brock Lesnar (c) i Paul Heyman pokonali Edge’a                                  | 2-on-1 Handicap match o WWE Championship                         | 18:50 |
| (c) – mistrz/mistrzyni przed walkąD – walka była dark matchem (nietransmitowana w TV) |                                                                                 |                                                                  |       |